# 久須夜ヶ岳
久須夜ヶ岳（くすやがだけ）は、福井県小浜市に所在する山である。標高618.7m。

## 概要
若狭湾から、大島半島と共に小浜湾を囲む内外海半島を形成する山。若州雲浜八景のうちの一景である。山の北側には断崖となっている蘇洞門があり、遊覧船の蘇洞門巡りで海上から到達することができる。
1972年に有料道路の久須夜ヶ岳エンゼルラインが開通して以来、自動車で山頂近くに到達できるようになった。なお、エンゼルラインは2002年に無料化されて福井県道107号泊小浜停車場線に編入された。

## 放送施設
小浜中継局の名称で、小浜市と若狭町の一部が放送区域となっている。
テレビの隣接チャンネルが多いことから、送信所の反対側（若狭湾）で親局（足羽山）の電波を受信し、送信所まで伝送する形態をとっている。

### 地上デジタルテレビ放送送信設備
| リモコン キーID | 放送局名                  | 中継局の名称 | チャンネル | 空中線電力 | ERP | 放送対象 地域 | 放送区域 内世帯数 |
| --------------- | ------------------------- | ------------ | ---------- | ---------- | --- | ------------- | ----------------- |
| 1               | NHK 福井総合              | NHK小浜DG    | 29ch       | 10W        | 52W | 福井県        | 10,137世帯        |
| 2               | NHK 福井Eテレ             | NHK小浜DE    | 36ch       | 10W        | 52W | 全国          | 10,137世帯        |
| 7               | FBC 福井放送              | FBC小浜DTV   | 47ch       | 10W        | 51W | 福井県        | 10,137世帯        |
| 8               | FTB 福井テレビ ジョン放送 | FTB小浜DTV   | 31ch       | 10W        | 55W | 福井県        | 10,137世帯        |

- 全局が2007年12月1日から放送開始。
- 所在地は、小浜市仏谷62川上1。
- NHK（デジタル・アナログ・FM）とFBCデジタルが施設を共用し、福井テレビは単独で設置している。また、FBCアナログの送信設備はNHKの送信設備の横に単独で設置されている。

### 地上アナログテレビ放送送信設備（廃止）
| 放送局名                  | チャンネル | 空中線電力        | ERP                | 放送対象 地域 | 放送区域 内世帯数 |
| ------------------------- | ---------- | ----------------- | ------------------ | ------------- | ----------------- |
| NHK 福井Eテレ             | 10ch       | 映像30W/ 音声7.5W | 映像85W/ 音声21W   | 全国          | -                 |
| NHK 福井総合              | 2ch        | 映像30W/ 音声7.5W | 映像89W/ 音声22W   | 福井県        | -                 |
| FBC 福井放送              | 4ch        | 映像30W/ 音声7.5W | 映像100W/ 音声25W  | 福井県        | -                 |
| FTB 福井テレビ ジョン放送 | 58ch       | 映像100W/ 音声25W | 映像560W/ 音声140W | 福井県        | -                 |

- 2011年7月24日をもってすべて廃止された。
- 2chは近畿地方と同じ、4chはNNN系列とした場合は関東地方と同じ番号である。
- FBCはNNN系列局では数少ない4ch使用局である[1]。

### FMラジオ放送送信設備
| 放送局名                | 周波数  | 空中線電力 | ERP  | 放送対象 地域 | 放送区域 内世帯数 |
| ----------------------- | ------- | ---------- | ---- | ------------- | ----------------- |
| FM福井 福井エフエム放送 | 82.5MHz | 100W       | 300W | 福井県        | -                 |
| NHK 福井FM              | 87.8MHz | 100W       | 110W | 福井県        | -                 |
| FBC 福井放送            | 93.6MHz | 100W       | 290W | 福井県        | -                 |

### その他
- 県道107号（旧エンゼルライン）の第2駐車場西側に、NHKとFBCのFPU基地局が設置されている。FBCの基地局には情報カメラも設置されている。なお、その隣にはイーモバイルの設備がある。
- 山頂には国土交通省の無線中継局（表札は建設省となったまま）、福井県の防災無線中継局、毎日放送のFPU（毎日放送 久須夜FPU基地局）などが設置されている。